# Tegai-Schule
Die Tegai-Schule war eine Schule japanischer Schwertschmiede aus der Yamato-Tradition.

## Geschichte

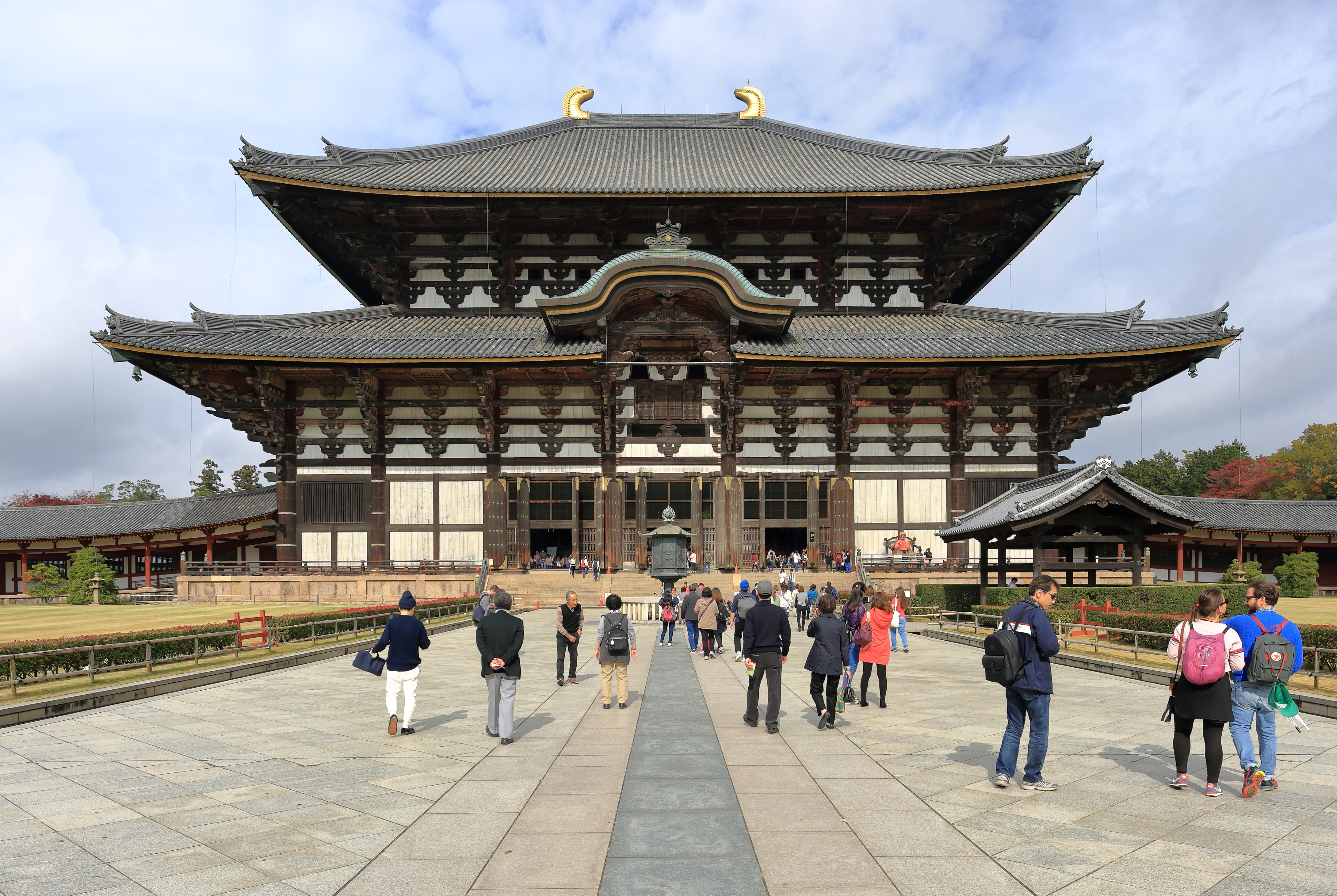
Eingang zum Tōdai-ji Tempel in Nara

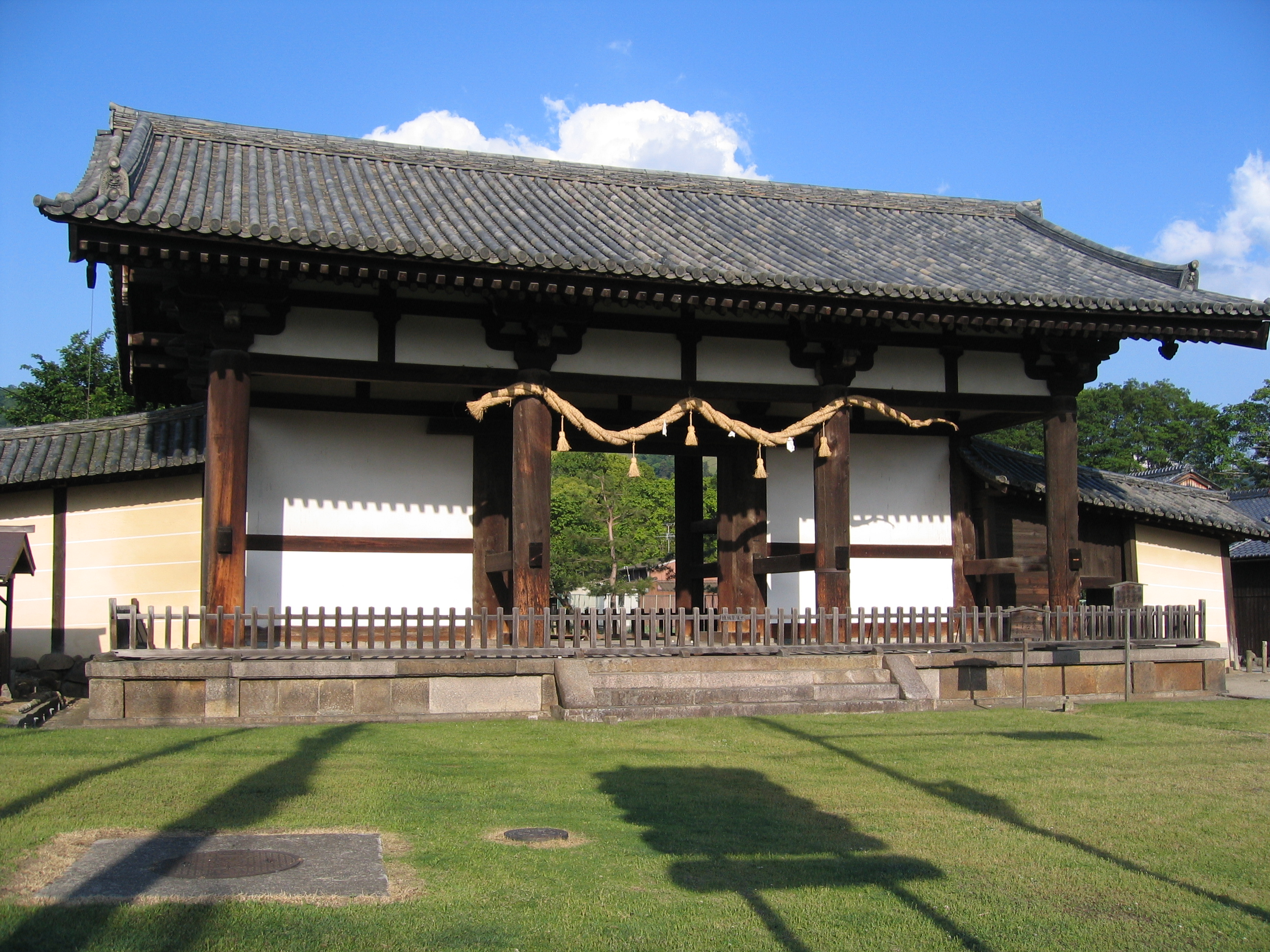
Das Tegai-mon Tor

Die Tegai-Schule war in der Provinz Yamato beheimatet und erhielt ihren Namen von dem Tor Tegai-mon des Tempels Tōdai-ji vor dem sich der Gründer der Schule Tegai Kanenaga (手掻包永) im Jahr 1288 ansiedelte. Auch später noch lebten die meisten Schwertschmiede der Tegai-Schule im Tempelbezirk. Einige wie etwa Kaneuji zogen jedoch auch in die Provinz Mino. In Anlehnung an den Gründer der Schule signierten dessen Nachfolger ihre Schwerter regelmäßig mit dem Kanji Kane (z. B. Kanetsugu, Kanekiyo, Kanemitsu, Kanekuni etc.). Die Schwertschmiede in der Provinz Mino verwendeten jedoch ein anderes dort gebräuchlicheres chinesisches Kanji für den Namensbestandteil Kane.
Die Schwertmiedeschule war von der Kamakura-Zeit (1185 bis 1333) bis in die Muromachi-Zeit (1333 bis 1568) aktiv, wobei Schwerter aus der mittleren bis späten Muromachi-Zeit als Sue-Tegai bezeichnet werden. Bis in die Shintō-Periode fortgeführt wurde die Tradition der Tegai-Schule zudem von der Monju-Schule. Letztere wurde vom Tegai-Schwertschmied Nanki Shigekuni (auch als Monju Shigekuni bezeichnet) Anfang des 17. Jahrhunderts nach seinem Umzug in die Provinz Kii gegründet.

## Charakteristika
- Wie für Schwerter der Yamato-Tradition üblich sind die Schwertklingen der Tegai-Schule von der Form her eher schlank und grazil, jedoch mit einem relativ hohen Klingengrat (Shinogi) und breitem Shinogi-ji.
- Die Klingenform (Sugata) passte sich jeweils den für die jeweilige Periode üblichen Formen an.
- Die Härtelinie verläuft in der Regel schmal, gleichmäßig und parallel zur Schneide (Chu-Suguha). Allerdings sind auch wellenförmige Härtelinien (O-Midare) nicht ungewöhnlich.
- Die Härtelinie der Klingenspitze (Boshi) verläuft meist parallel zur Schneide bis zur Klingenrückseite (Yakitsume). Daneben waren auch eine unregelmäßige Härtelinie im Boshi (Midare komi) sowie die Formen Kaen und Nie kozure üblich. Auf jeden Fall war ein etwaiger Rücklauf der Härtelinie (Kaeri) an der Klingenrückseite nur sehr kurz.
- Die Angel der Klinge (Nakago) weist meist Feilspuren (Yasurime) der Art „Falkenfeder“ (Takanoha Yasurime) auf.